# エリカ・ギャビン
エリカ・ギャビン（Erica Gavin、1947年7月22日 - ）は、アメリカ合衆国カリフォルニア州ロサンゼルス出身の女優。本名はドナ・グラフ（Donna Graff）。

## 来歴
1968年、ラス・メイヤーが『女豹ビクセン』を制作する際にバラエティ紙で女優を公募。それに応募し見事主役の座を射止めた。公募内容は「私の次の作品に主演するオッパイの大きな無名のカッコいい女優求む。」であった。
『女豹ビクセン』ではカナダの大自然をバックに見事な巨乳を惜しげもなくさらし全裸で闊歩、男女を問わず貪り交情を交わす淫乱女性ビクセンを鮮烈な印象で演じた。相手を視姦する淫らな眼差しは、そのシャープな風貌と何ら羞恥もなく裸体を露にする演技と相まってマニアの目をスクリーンに釘付けにした。同作品はソフトコア・エクスプロイテーション映画の傑作と言われる。
1970年にはラス・メイヤーがメジャー(20世紀フォックス）とはじめて手を組んで制作した『ワイルド・パーティー』にも出演。女性にしか興味のないデザイナー役で、元プレイメイトでやはり巨乳モデルのシンシア・マイヤーズとレズシーンを演じた。
B級とは言え、ラス・メイヤーの作品はどれも風刺に満ちており、その女性上位性とも相まって『女豹ビクセン』は一時代を築いたアメリカ映画である。
両性愛者であることを公表している。

## 代表作
- 1968年 女豹ビクセン
- 1970年 ワイルド・パーティー
- 1974年 女刑務所/白昼の暴動